# Lampoctenidae
Lampoctenidae is een familie van ribkwallen uit de klasse van de Tentaculata.

## Geslacht
- Lampocteis Harbison, Matsumoto & Robison, 2001